# Свети Димитър (Върбица)
Вижте пояснителната страница за други значения на Свети Димитър.
„Свети Димитър“ е православна църква в град Върбица, Шуменска духовна околия, Варненска и Великопреславска епархия на Българската православна църква.

## История
Църквата е строена с дарения от християни и мюсюлмани и с пари, изпратени от султана. Преданията говорят, че през 1854 година турският султан издава ферман за строителството на църква в малкото българско село, но изграждането започва след 1860 година. Век и половина оттогава единствената камбана на храма във Върбица продължава да оглася целия Герловски район.